# Pućkowo
Pućkowo (biał. Пуцькава, Pućkawa; ros. Путьково, Put´kowo) – dawna wieś. Tereny na których leżała znajdują się obecnie na Białorusi, w obwodzie witebskim, w rejonie postawskim, w sielsowiecie Woropajewo.

## Historia
W czasach zaborów w granicach Imperium Rosyjskiego: powiat wilejski guberni wileńskiej.
W dwudziestoleciu międzywojennym wieś leżała w Polsce, w województwie wileńskim, w powiecie duniłowickim (od 1926 postawskim), w gminie Łuczaj.
Według Powszechnego Spisu Ludności z 1921 roku zamieszkiwały tu 92 osoby, wszystkie były wyznania rzymskokatolickiego. Jednocześnie 75 mieszkańców zadeklarowało polską przynależność narodową a 15 białoruską. Było tu 12 budynków mieszkalnych. W 1931 w 18 domach zamieszkiwało 106 osób.
Miejscowość należała do parafii rzymskokatolickiej w Łuczaju i prawosławnej w Postawach. Podlegała pod Sąd Grodzki w Postawach i Okręgowy w Wilnie; właściwy urząd pocztowy mieścił się w m. Łuczaj.
W 1938 roku miejscowość należała do gromady Stary Dwór gminy Łuczaj.